# Кромолиці (Познанський повіт)
Кромолиці (пол. Kromolice) — село в Польщі, у гміні Курник Познанського повіту Великопольського воєводства.
Населення — 194 особи (2011).
У 1975-1998 роках село належало до Познанського воєводства.

## Демографія
Демографічна структура станом на 31 березня 2011 року:
|          | Загалом | Допрацездатний вік | Працездатний вік | Постпрацездатний вік |
| -------- | ------- | ------------------ | ---------------- | -------------------- |
| Чоловіки | 91      | 20                 | 65               | 6                    |
| Жінки    | 103     | 30                 | 53               | 20                   |
| Разом    | 194     | 50                 | 118              | 26                   |